# Maison natale de Venijamin Marinković à Vionica
La maison natale de Venijamin Marinković à Vionica (en serbe cyrillique : Кућа у којој је живео Венијамин Маринковић у Вионици ; en serbe latin : Kuća u kojoj je živeo Venijamin Marinković u Vionici) se trouve à Vionica, dans la municipalité d'Ivanjica et dans le district de Moravica, en Serbie. Elle est inscrite sur la liste des monuments culturels protégés de la république de Serbie (identifiant no SK 891),,.

## Présentation
Venijamin Marinković, professeur de langues étrangères et révolutionnaire, est né en 1909 dans cette maison de style traditionnel. Né dans une famille rurale pauvre, il a fait ses études à Novi Pazar et à Čačak, et il est sorti diplômé en allemand de l'université de Belgrade ; il a ensuite étudié à Munich puis a enseigné à Ruma, Sinj et Užice.
En 1933, il est devenu membre du Parti communiste de Yougoslavie (KPJ) et a participé activement aux manifestations de mars 1941, lorsqu'il a été arrêté. Il a été l'un des principaux organisateurs du soulèvement national dans la région de la Moravica en 1941 et il est mort le 28 novembre 1941 en défendant la ville de Požega.

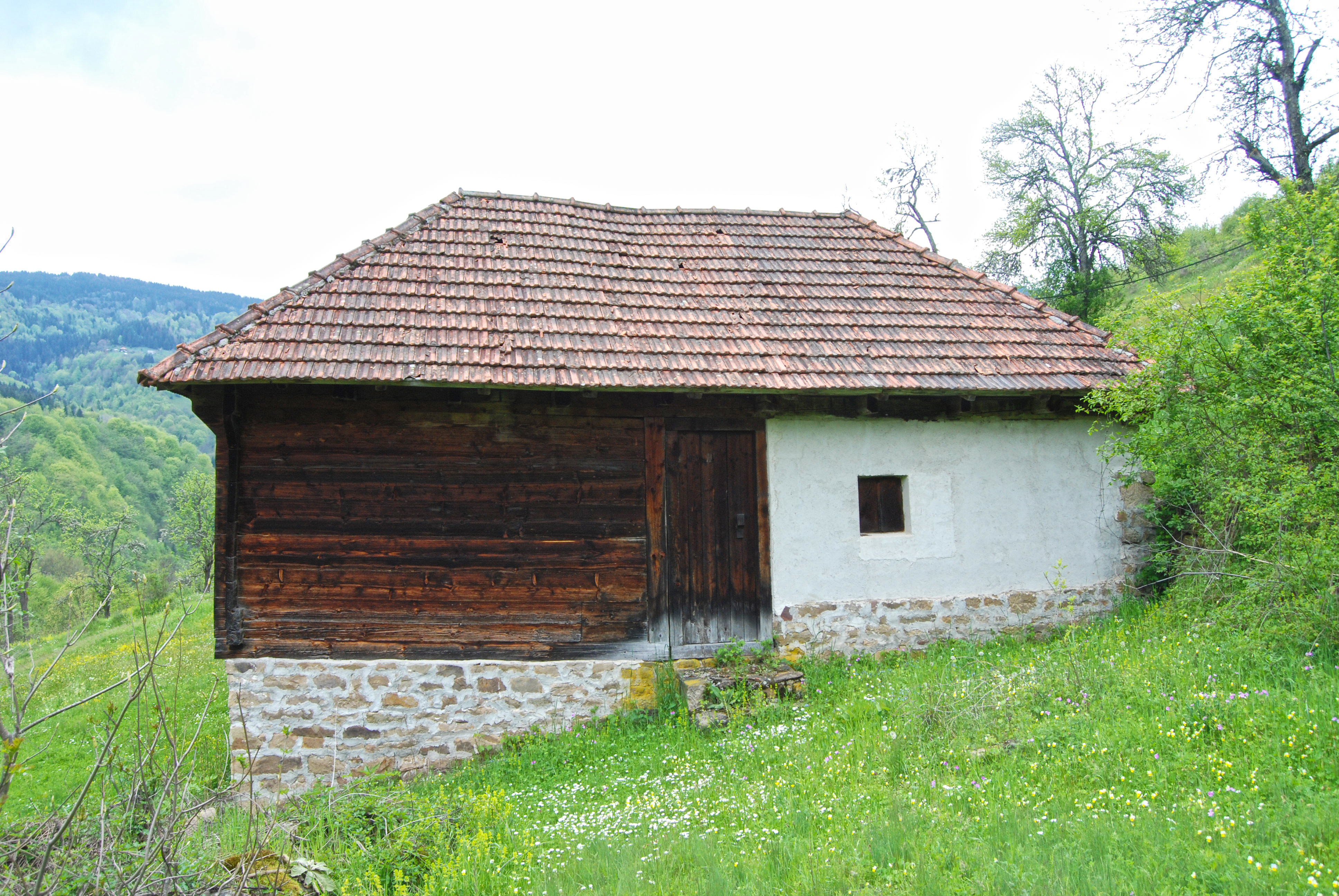
Autre vue de la maison.
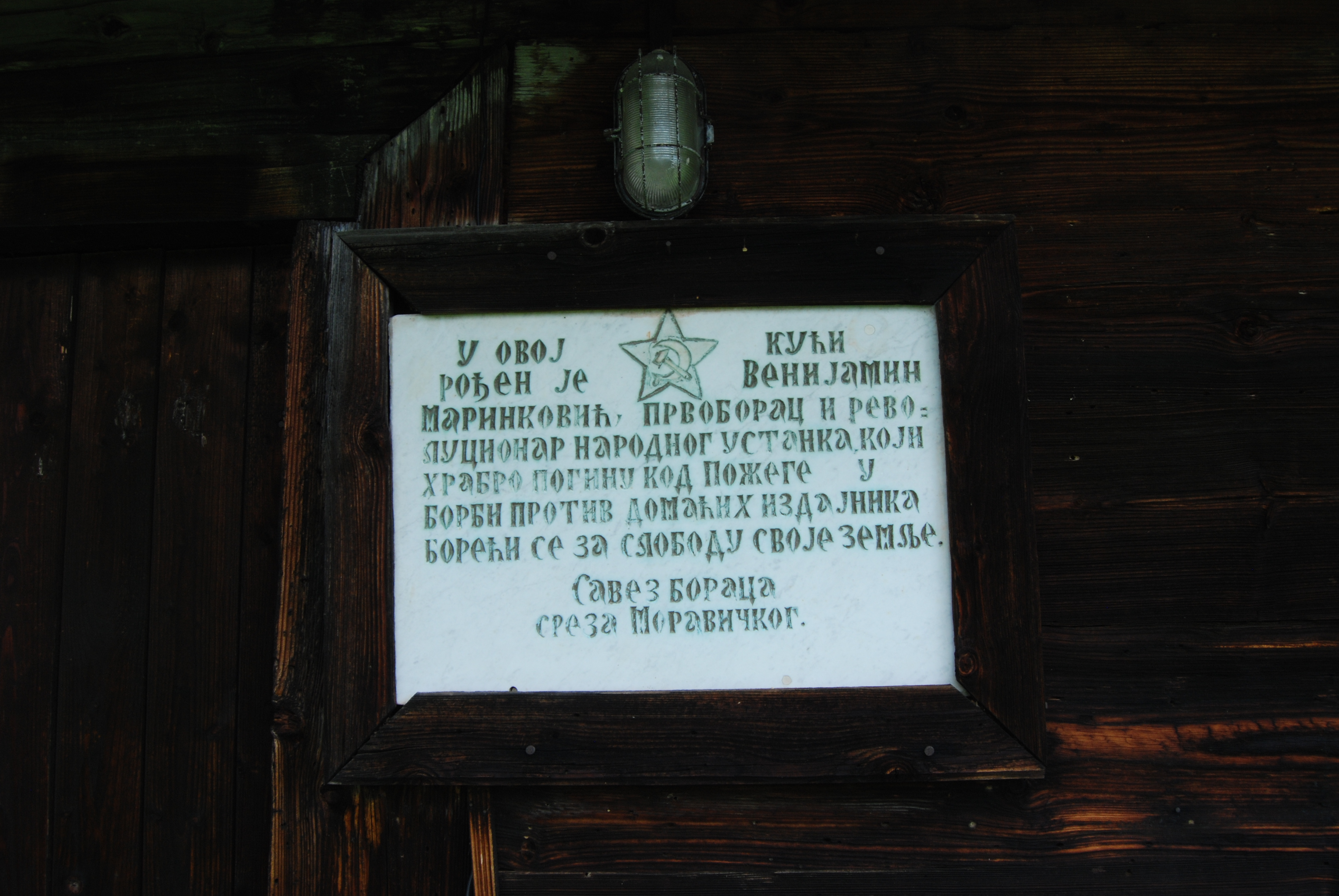
Plaque commémorative en l'honneur de Venijamin Marinković.
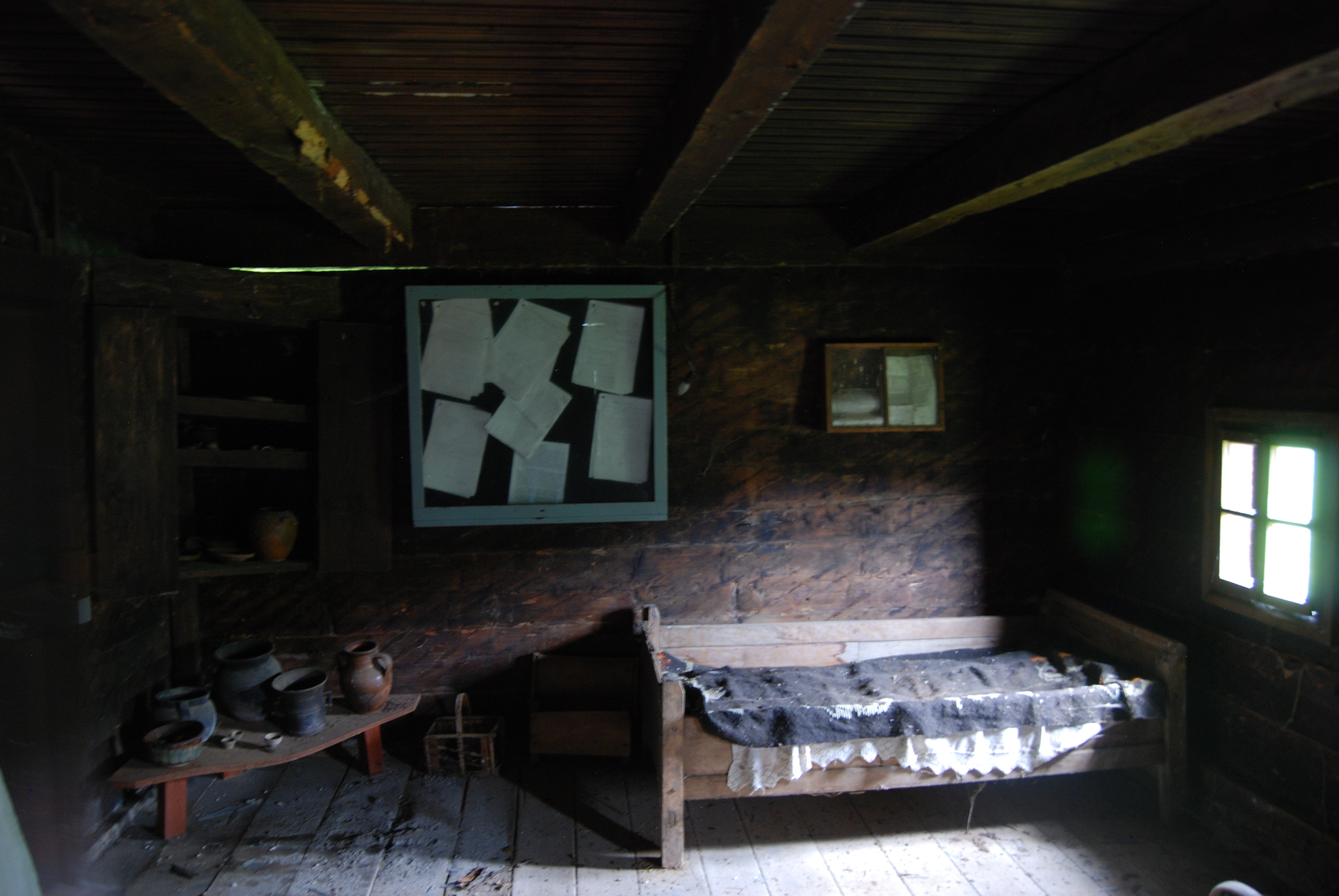
La chambre.
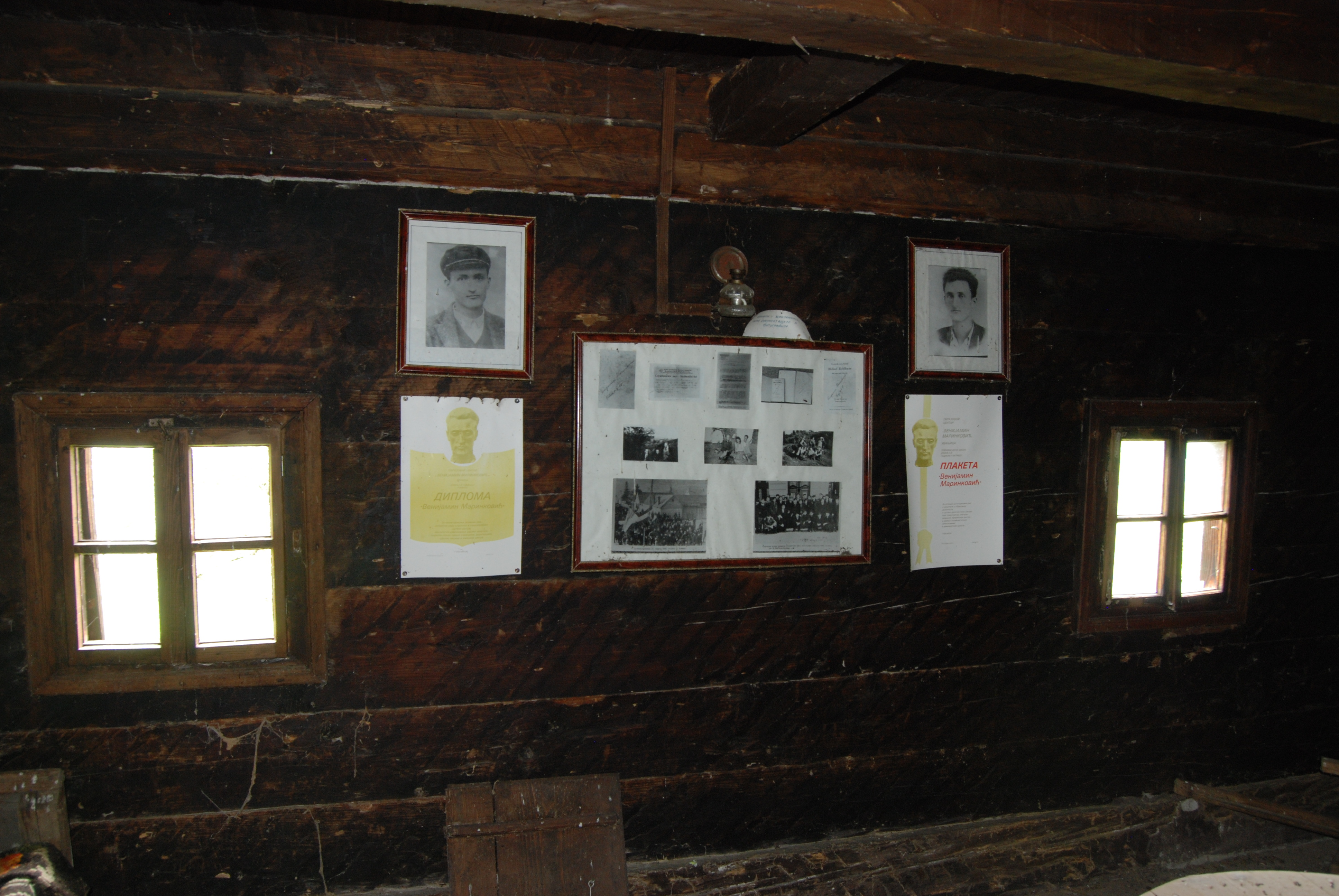
Exposition commémorative.